# Noua Cronologie
Noua Cronologie este o teorie marginală⁠(en)[traduceți] a pseudoistoriei conform căreia cronologia convențională este fundamental greșită, că evenimentele atribuite antichității, cum ar fi istoria Romei antice, a Greciei sau a Egiptului au avut loc de fapt în timpul Evului Mediu, la mai mult de o mie de ani după momentul când se consideră în mod convențional că au avut loc. Conceptele principale ale acestei teorii se bazează pe ideile lui Nikolai Morozov, deși anterior Jean Hardouin a avut idei asemănătoare. Noua Cronologie este frecvent asociată cu Anatoli Fomenko, deși ea este o colaborare între Fomenko și alți câțiva matematicieni. Cartea History: Fiction or Science? care conține această cronologie a fost scrisă inițial în limba rusă dar a fost tradusă în limba engleză.
Teoria este respinsă de majoritatea oamenilor de știință.